# Pescosolido
Để đọc bài về vận động viên tennis, xem bài Stefano Pescosolido
Pescosolido là một đô thị ở tỉnh Frosinone trong vùng Lazio, có vị trí cách khoảng 100 km về phía đông của Roma và khoảng 30 km về phía đông bắc của Frosinone.
Pescosolido giáp các đô thị: Balsorano, Campoli Appennino, Sora, Villavallelonga.